# Ismael Sánchez Bella
Ismael Sánchez Bella (Tordesilos, Guadalajara, España, 4 de abril de 1922-Pamplona, 16 de diciembre de 2018) fue jurista, catedrático de Historia del Derecho en la Universidad de Navarra, donde fue rector, y uno de los especialistas destacados en la historia del Derecho indiano.

## Biografía

### Formación académica
Realizó sus estudios de bachillerato en el Instituto Luis Vives de Valencia. Además de estudiar, trabajó de linotipista en el periódico Levante. Se incorporó al Opus Dei el 22 de abril de 1940.
Al comenzar sus estudios universitarios en la Universidad de Valencia, dudó entre Derecho o Filosofía y Letras, finalmente optó por los estudios jurídicos, y desde el primer curso se orientó profesionalmente por la Historia del Derecho.

#### Universidad de Valencia
Durante su estancia en la Universidad de Valencia (1940-1943) desarrolló una brillante carrera académica, obteniendo Matrícula de Honor en Introducción a la Filosofía e Historia de España del curso preparatorio (año académico 1940-41), y en Historia General del Derecho Español, Nociones de Derecho Canónico y Hacienda Pública; y Sobresaliente en Derecho Romano y Derecho Penal. En los siguientes cursos, consiguió Matrícula de Honor en Derecho Mercantil y en Derecho Internacional Privado; y sobresaliente en Filosofía del Derecho. Allí trabajó en el Seminario de Historia Jurídica con Alfonso García-Gallo.

#### Universidad de Sevilla e Hispanoamericana de Santa María de la Rábida
Entre 1943 y 1946 estudió en las facultades de Derecho y Filosofía y Letras de la Universidad de Sevilla. En 1943 consiguió una beca en la Escuela de Estudios Hispanoamericanos y en el Archivo de Indias, dependiente del CSIC. En la capital hispalense se instaló en «Casa Seras», donde era director Vicente Rodríguez Casado. En esa residencia universitaria, y en los Cursos en Verano de la Universidad Hispanoamericana de Santa María de La Rábida, conoció a un buen número de futuros docentes universitarios: Andrés Vázquez de Prada, Fernando Maycas Alvarado, José Luis González Simancas, José Muñoz Pérez, Octavio Gil Munilla, Guillermo Céspedes del Castillo, José Antonio Calderón Quijano, Antonio Muro Orejón, Manuel Giménez Fernández, Ramón Carande,  François Chevalier y Joaquín Ruiz-Giménez. Era miembro del Sindicato Español Universitario, cuya afiliación era obligatoria para todos los estudiantes universitarios.

#### Universidad Central (Madrid)
Ya en Madrid, fue becario del Instituto Nacional de Estudios Jurídicos entre 1946 y 1949. También durante esos años trabajó como Profesor Adjunto de la cátedra de «Historia de las instituciones políticas y civiles de América» dentro de los cursos de doctorado de la Universidad de Madrid, y en la cátedra de «Derecho indiano» de la Facultad de Filosofía y Letras. En la Universidad Central defendió la tesis doctoral sobre La organización financiera de las Indias, monografía publicada en Sevilla y reeditada en México. Entre 1948 y 1949 fue director del Colegio Mayor Moncloa. Y a finales de 1949 obtuvo por oposición, la Cátedra de Historia del Derecho español en la Universidad de La Laguna,  donde no llegó a tomar posesión de su plaza, al trasladarse a vivir a Argentina para poner en Rosario una residencia de estudiantes.

### Estancia en Argentina y regreso a España: la creación del Estudio General de Navarra

#### Universidad Nacional del Litoral
El 11 de marzo de 1950 se trasladó a Rosario (Argentina), al ser nombrado Titular de la Cátedra de Historia de España, en la Facultad de Filosofía y Letras de la Universidad Nacional del Litoral. Allí permaneció dos años desarrollando cursos de Historia Moderna de España y trabajando como Secretario del Instituto de Historia de esa facultad. También dirigió la Residencia Universitaria de Rosario (1950-1952), y comenzó la labor apostólica del Opus Dei allí.
En Argentina entró en contacto con Ricardo Levene, que dirigía en aquel momento un movimiento americanista en torno al Instituto de Historia del Derecho y a su revista, que acaba de publicarse en 1949, y del que formaban parte figuras como: Ricardo Zorraquín Becú, Eduardo Martiné, Víctor Tau Anzoátegui y Abelardo Levaggi. Consideraba la historia del derecho indiano tan americanista como española.

#### Estudio General de Navarra
Josemaría Escrivá tomó la decisión de abrir un centro académico universitario en España. Sánchez Bella abandonó Argentina y en julio de 1952 llegó a Pamplona, con el propósito de poner en marcha esa universidad. En la capital del viejo Reyno, la Diputación Foral le concedió una ayuda de 150.000 pesetas anuales, abonados en dos años y a prueba, para que pusiera en marcha la facultad de Derecho, la primera facultad del Estudio General de Navarra, germen de la futura Universidad de Navarra. El Estudio General de Navarra se inauguró en octubre de 1952, con 42 alumnos, que al finalizar el curso tenían que examinarse en la Universidad de Zaragoza, ya que aún no se contaba con el reconocimiento necesario. Para comenzar las clases pudo contar con un aula de la Escuela de Comercio, situada en la Cámara de Comptos Reales de Navarra. Y por lo que respecta al claustro académico, comenzaron las clases: José Luis Murga (Derecho Romano), Jerónimo Martel (Derecho Natural), Rafael Aizpún (Economía Política), Ángel López-Amo, con la colaboración de Leandro Benavides (Derecho Político) y el propio Sánchez Bella (Historia del Derecho), que fue director de la Facultad de Derecho (1952-1954).

##### Rector
Fue el Rector del Estudio General de Navarra, germen de la Universidad de Navarra, desde 1954 hasta abril de 1960 en que le sucedió José María Albareda. En estos primeros años de andadura, el Estudio General de Navarra se desarrolló de manera rápida y equilibrada. 
Para el segundo curso de Derecho hubo que contar con más profesores y habilitar más aulas. En el curso 1954-55 comenzó Medicina (en la Cámara de Comptos) y Enfermería (en el Instituto de Sanidad, en la calle Leyre). En 1955, fue la Facultad de Filosofía y Letras, sección de Historia, la que inició su nueva andadura en la última planta del actual edificio del Museo de Navarra —que fue inaugurado entonces también, el 24 de junio de 1956— donde se impartieron las primeras clases de esta facultad.
El Rectorado se encontraba en un cuarto piso sin ascensor de la Plaza del Castillo (1960-1963); las aulas en la Cámara de Comptos y en el Museo de Navarra; la Biblioteca de Humanidades en la calle san Antón; la biblioteca de Derecho Canónico, en la plaza de Conde de Rodezno 13, y después en la calle de la Media Luna (Segundo Ensanche de Pamplona); la Facultad de Medicina, en el Hospital de Navarra; la residencia de estudiantes en la calle Tafalla, y la de profesores en la Avenida de Carlos III, y, posteriormente, también en la calle Amaya. 
Pronto se vio que la dispersión de los edificios tenía serias desventajas y se pensó en un campus. Después de varios intentos en diversas partes de la ciudad (Parque de Antoniutti y Mendillorri), se optó por el valle del Sadar, junto al Hospital de Navarra, donde ya funcionaba la Facultad de Medicina. El ayuntamiento cedió una parte del suelo, y el resto fue adquirido hasta la extensión que ocupa en la actualidad. 
Las obras comenzaron con rapidez, el Colegio Mayor Goimendi y Fase I del C.M. Belagua se concluyeron en 1962. El edificio Central, se construyó entre agosto de 1961 y octubre de 1963, aunque no se llegó a utilizar totalmente hasta 1964, año en el que se terminó Fase II del C.M. Belagua. 
El 6 de agosto de 1960, el Estudio General de Navarra se erigió como Universidad de Navarra. Ese año, Sánchez Bella cesa como rector, y es nombrado vicerrector de la misma universidad hasta 1986. Durante esos años simultaneó las funciones de gobierno universitario con las funciones académicas docentes e investigadoras en su departamento.

### Actividad docente

#### Docencia en América, Europa y Asia
Dentro de su labor docente asistió a un buen número de Congresos sobre Historia del Derecho. Impartió diversas conferencias en España, América y Japón.
A partir de 1956 realiza diversos viajes por el continente americano: Venezuela y Estados Unidos (1953); Venezuela, Colombia, Panamá, Costa Rica, Guatemala, México y Puerto Rico (1960); Brasil, Uruguay y Argentina (1966); Puerto Rico y Estados Unidos (1968); Perú y Chile (1969); Venezuela (1974); México (1975); Argentina y Chile (1976); Venezuela, Colombia y Puerto Rico (1977); México y Ecuador (1978); Argentina, Chile y Venezuela (1980); Venezuela (1982); Argentina y Chile (1983, 1985 y 1990); y México (1992). En ellos imparte diversas lecciones relacionadas con la Historia del Derecho, como «El gobierno de las Indias bajo los Austrias», «La organización política de la América española».
También viajó por Europa: Italia (1967), donde es invitado en Roma, por el Instituto per la Cooperazione Universitaria (ICU), para disertar sobre «Las experiencias internacionales de una Universidad libre»; Alemania (1970), donde realiza un viaje de estudios invitado por el Gobierno de la República Federal, en el que visita varios organismos educativos y las Universidades de Bonn, Heildelberg, Tubinga, Múnich, Berlín, Bochum, Bielefeld, Ulm y Constanza, junto con el Instituto para la Construcción de Universidades de Stuttgart.
En 1980 fue invitado por la Universidad de estudios extranjeros de Kioto (Japón), y en el mismo viaje visitó diversas universidades en Manila: Universidad Ateneo de Manila, Universidad Politécnica de Filipinas, Universidad de La Salle–Manila.

#### Docencia en la Universidad de Navarra y Asociación de Amigos de la UN
En el Departamento de Historia del Derecho de la Universidad de Navarra, ha dirigido nueve tesis de Licenciatura en Historia, y treinta tesis doctorales sobre: Historia del Derecho Indiano, Historia del Derecho Público navarro, Historia de las instituciones españolas del siglo XIX, Derecho penal y Derecho privado, Historia de Navarra en el siglo XX, Historia de Puerto Rico y finalmente, Historia Constitucional de Perú.
En julio de 1985 fue nombrado presidente de la Junta Directiva de la Asociación de Amigos de la Universidad de Navarra, cargo que desempeñó hasta febrero de 1998.
Durante 1990 participa en el II Congreso General de Historia de Navarra, el primero organizado por la recién creada Sociedad de Estudios Históricos de Navarra, donde imparte una conferencia sobre El Reino de Navarra y América, siendo un congreso que puso especial énfasis en las estrechas relaciones históricas habidas entre las gentes de ambos espacios geográficos como demuestran los títulos de las ponencias presentadas.

#### Fallecimiento y legado
Falleció en la Clínica Universidad de Navarra, el 16 de diciembre de 2018. El velatorio, con sus restos mortales, se instaló al día siguiente, en el Salón de Grados del edificio central de la Universidad de Navarra. Con la muerte de Sánchez Bella «se cierra de algún modo la etapa pionera de nuestra historia, cuando el proyecto cabía en una maleta. Quienes formamos ahora la Universidad de Navarra nos sentimos hoy tristes, pero muy agradecidos a don Ismael, y dispuestos a seguir haciendo fértil su legado», señaló Sánchez Tabernero.

## Obras y publicaciones
De carácter monográfico sobre Historia de América destacan sus siguientes obras:
- Dos estudios sobre el Código de Ovando. EUNSA, Pamplona, 1987, ISBN 84-313-9070-0.
- Iglesia y Estado en la América española. EUNSA, Pamplona, 1990, ISBN 84-313-1092-8.
- La organización financiera de las Indias (siglo XVI). Escuela Libre de Derecho, México, 1990, ISBN 968-842-224-X.
- Derecho indiano: estudios. EUNSA, Pamplona, 1991, ISBN 84-313-1122-3.
- Historia del derecho indiano. Fundación MAPFRE, 1992, ISBN 84-7100-512-3. En colaboración con: Carlos Díaz Rementería y Alberto de la Hera Pérez-Cuesta,

Entre sus contribuciones más locales sobre la Historia de Navarra, destaca la obra en colaboración sobre el Fuero Reducido de Navarra:
- «El Fuero Reducido de Navarra y la publicación del Fuero General». El Fuero reducido de Navarra: (edición crítica y estudios) (Departamento de Presidencia e Interior) 1: 21-91. 1989. ISBN 978-84-235-0888-4. Consultado el 9 de septiembre de 2022. donde aborda el estudio histórico, junto a la jurista Mercedes Galán Lorda, que realiza el estudio de las fuentes, la filóloga Carmen Saralegui Platero, que estudia los aspectos lingüísticos, y la paleógrafa y diplomatista María Isabel Ostolaza Elizondo, que aborda la edición crítica de los textos que han servido de base para el conjunto de los estudios. Este proyecto, como se informa al principio de la edición, «contó con una de las Ayudas a Proyectos de Investigación de Interés Especial para Navarra que concede el Departamento de Educación y Cultura del Gobierno de Navarra.»[24]

Finalmente, como director de tesis doctorales durante tantos años, ha sabido promover investigaciones sobre temas tan diversos como los propiamente vinculados al pasado americano como español y navarro.

## Premios y condecoraciones
Sánchez Bella, recibió entre otros, los siguientes premios:
- Encomienda, con placa, de la Orden de Alfonso X el Sabio (1964).[27]
- Encomienda, con placa, de la Orden de África (1964).
- Honorífica Orden Académica de San Francisco das Arcadas (Sao Paulo) (1966).
- Premio internacional de Historia del Derecho Indiano Ricardo Levene (1968), por su libro sobre la organización financiera de las Indias.[4]
- Cruz de San Raimundo de Peñafort (1968).
- Orden de Andrés Bello (Caracas) (1982).
- Medalla de Oro de la Universidad de Navarra (1990).
- Doctor Honoris Causa por la Universidad Austral (28 de mayo de 1998).[28]